# Eurocon 2009
Eurocon 2009, acronim pentru Convenția europeană de science fiction din 2009, a avut loc la Fiuggi în  Italia, pentru a patra oară în această țară.